# Annick Masson
Pour les articles homonymes, voir Masson.
Annick Masson, née le 26 avril 1969 à Moresnet (province de Liège), est une autrice, illustratrice et coloriste de bande dessinée belge.

## Biographie

### Jeunesse et formation
Annick Masson naît le 26 avril 1969 à Moresnet. 
Elle se forme artistiquement en illustration à l'École supérieure des arts Saint-Luc de Liège. En même temps que Luc Foccroulle, elle passe ensuite l'agrégation à l'institut pédagogique Jonfosse. 

### Carrière
Après un intérim de quelques mois, elle se détourne de l'enseignement. Elle s'oriente vers l'illustration et réalise affiches et travaux divers pendant neuf ans. Elle dessine avec Nicolas Tsiligas une courte histoire signée Roll et Mops publiée dans Spirou no 3132 en 1998. Elle participe à la mise en couleur de l'album Froidure de Marco Venanzi et Michel Dusart. Comme coloriste, elle réalise également Tonnerre en Chine dessiné par son époux Luc Foccroulle et scénarisé par Pierre et Dominique Bar. Elle travaille surtout en 3D où elle travaille entre autres pour la réalisation d'un pilote pour Le Concombre masqué de Nikita Mandryka. Elle entre alors chez Neurone Cartoons où elle retrouve Nicolas Tsiligas et travaille sur des crayonnés de Luc Warnant. Après avoir travaillé sur le huitième tome de Tai-Dor — qui ne sera pas publié —, elle se tourne vers les livres pour enfants[Quand ?]. 
Elle illustre plusieurs ouvrages de littérature jeunesse, puis publie également en tant qu'autrice-illustratrice.

### Travail d'illustratrice
En 2012, elle illustre La Clé d'Isabelle Flas aux éditions Mijade. Elle illustre l'ouvrage Paulette écrit par quatre psychologues qui raconte l'euthanasie aux enfants en 2019. 
Elle utilise la technique de l'aquarelle.

## Publications

### Illustratrice
- Nom de code : Super-Pouvoir[1], textes de Thomas Gunzig, Mijade, coll. « Zone J », 2005  (ISBN 978-2-87423-015-8)
- Sami et sa nouvelle coupe de cheveux[6], avec Fatima Sharafeddine, Mijade, coll. « Les petits Mijade », 2006  (ISBN 9782871425595)
- Où vas-tu petite souris ?, avec Christian Merveille, Mijade, 2007  (ISBN 9782871425342)
- Sam à la rescousse[7] de Cathy Boniver avec Luc Foccroulle, Chevron, éditions Hemma, coll. « Petit livre à moteur », 2007  (ISBN 9782800694733)
- Melba a froid de Cathy Boniver avec Luc Foccroulle, Chevron, Hemma, coll. « Petit livre à moteur », 2007  (ISBN 9782800694726)
- Sami et la belle boîte de chocolats, avec Fatima Sharafeddine, Mijade, coll. « Les petits Mijade », 2007  (ISBN 9782871425830)
- Saute qui peut !, textes d'Anne Froment, Mijade, 2009  (ISBN 978-2-87142-642-4)
- Le Secret du potager, textes de Luc Foccroulle, Mijade, 2009  (ISBN 9782871426622),réédition, 2021  (ISBN 9782807701397).
- Cocomero, textes de Claude Raucy, Mijade, coll. « Zone J », 2010  (ISBN 978-2-87423-037-0)
- Je suis un Hikikomori[7], roman de Florence Aubry, Mijade, coll. « Zone J », avril 2010  (ISBN 9782874230219)
- Biture express[7], roman de Florence Aubry, Mijade, juin 2010  (ISBN 9782874230592)
- Chœur de grenouilles[8], textes de Luc Foccroulle), Mijade, 2011  (ISBN 9782871427285),réédition en février 2012  (ISBN 9782871427650). Traduit en anglais sous le titre Bertha and the frog choir, North South Books, New York, 2012  (ISBN 9780735840621).
- Non et non pas question !, avec Marie-Isabelle Callier, Mijade, 2011  (ISBN 9782871427568)
- Je ne peux rien faire !, textes de Thierry Robberecht, Mijade, 2012  (ISBN 978-2-87142-772-8)
- La Clé[4], avec Isabelle Flas, Mijade, 2012  (ISBN 9782871427964)
- Le Stylo, roman de Frank Andriat, Namur, Mijade, coll. « Zone J », 2014  (ISBN 978-2-87423-097-4)
- Saute qui poux !, avec Agnès de Lestrade, Mijade, 2014  (ISBN 9782871428671)
- Devine qui vient dîner ?, avec Pascal Brissy, Mijade, 2015  (ISBN 9782871429074)
- Il va me manger !, textes de Luc Foccroulle, Mijade, coll. « Les petits Mijade », 2016  (ISBN 978-2-87142-934-0)
- Comment être aimé quand on est un grand méchant loup, avec Christine Naumann-Villemin, Mijade, 2017,sélection prix des Incos 2020[9].
- C'est quand la Saint-Nicolas ?, textes de Luc Foccroulle, Mijade, 2017  (ISBN 978-2-8077-0018-5),Seconde édition, septembre 2021  (ISBN 9782807701526). Traduit en néerlandais sous le titre Wanneer komt de sint ?.
- J’arrive pas à dormir, avec Elsa Devernois, Mijade, 2018  (ISBN 9782807700239)
- Lisette - La Fin de vie racontée aux petits et aux grands, avec Amélie Javaux, Corinne Huque, Aurore Poumay et Charline Waxweiler, Mijade, 2019  (ISBN 9782807700635),
- Paulette, l’euthanasie expliquée aux enfants[5], avec Amélie Javaux, Corinne Huque, Aurore Poumay et Charline Waxweiler, Mijade, 2019  (ISBN 9782807700734),
- La Visite en classe, avec Christine Naumann-Villemin, Mijade, 2020 — Réédition en janvier 2022   (ISBN 9782807701267).
- On fait une tarte aux pommes ? Trop bonne idée !, avec Rémi Chaurand, Casterman, coll. « Prem's », mai 2021  (ISBN 9782203222618),
- Le Jour où je suis devenue plus méchante que le loup, avec Amélie Javaux, Mijade, juin 2021  (ISBN 9782807701243),
- Le Pouvoir magistofique, avec Marie Tibi, Casterman, coll. « Casterminouche », février 2022  (ISBN 9782203241572),
- Le Secret de grand cœur, avec Sophie de Mullenheim, Fleurus, février 2022  (ISBN 9782215177142),sélection prix des Incos 2023/2024[9]
- Le Goût de la vie, avec Chiara Pastorini, Flammarion Jeunesse, coll. « Père Castor, Les petites lumières », février 2022  (ISBN 9782080253248),
- Ma famille déconnectée, avec Amélie Javaux, Mijade, mai 2022  (ISBN 9782807701496)
- Mon papa à moi, avec Sandra Le Guen, Casterman, coll. « Castermini », 2022  (ISBN 9782203222984)
- Léger comme un papillon, avec Chiara Pastorini, Flammarion Jeunesse, coll. « Père Castor, Les petites lumières », septembre 2022  (ISBN 9782080263308)
- Dieu, avec Sophie Blitman, Milan, coll. « Mes p'tits pourquoi : 4-7 ans », 2022  (ISBN 9782408038779)
- Les Couleurs du bonheur, avec Sophie de Mullenheim, Fleurus, 2023  (ISBN 9782215183167),sélection prix des Incos 2024/2025[9]
- Le Chemin du Bonheur[10], avec Chiara Pastorini, Flammarion Jeunesse, coll. « Père Castor, Les petites lumières », juin 2023  (ISBN 9782080411648)
- La Belle Surprise, textes de Capucine Lewalle, Fleurus, coll. « Millie & les mille grenouilles », septembre 2023  (ISBN 978-2-215-18264-1)
- Le Secret de la forêt, textes de Luc Foccroulle, Mijade, 2023  (ISBN 9782807701809).
- Le Super pouvoir de la joie, avec Sophie de Mullenheim, Fleurus, février 2024  (ISBN 9782215188025)
- La Cabane sous le cerisier, avec Céline Claire, Flammarion Jeunesse, coll. « Père Castor », avril 2024  (ISBN 9782080436726),
- Avec panache !, avec Davide Cali, Gallimard Jeunesse, coll. « Folio Cadet », octobre 2024  (ISBN 9782075207058).

### Autrice et illustratrice
- La Princesse et le Cowboy, Mijade, 2013  (ISBN 978-2-87142-798-8)
- Rouge Tomate, Mijade, 2020  (ISBN 978-2-8077-0087-1)
- Les Petits Trésors, Fleurus, 2024  (ISBN 978-2-215-19325-8)
- Très en colère ! Des sons à écouter, des images à regarder, Gallimard Jeunesse, septembre 2024  (ISBN 978-2-07-520806-2)
- De tout mon cœur - Des sons à écouter, des images à regarder, Gallimard Jeunesse, 26 septembre 2024  (ISBN 978-2-07-520805-5)

### Coloriste de bandes dessinées

#### Vincent Lebbe
- Tonnerre en Chine[2], Coccinelle BD, Durbuy, juin 1993
Scénario : Pierre Bar, Dominique Bar - Dessin : Luc Foccroulle - Couleurs : Annick Masson -  (ISBN 2-87353-008-1)

## Prix et distinctions
- Prix Coup de Pouce Gulli des Premières Lectures[11] 2024 pour Ma famille déconnectée avec Amélie Javaux

### Livres
: document utilisé comme source pour la rédaction de cet article.
- Jacques Fiérain, « Masson, Annick », dans La BD dans les provinces de Liège, Namur et Luxembourg, Charleroi, Éd. l'Âge d'or, 2004, 112 p., ill. ; 31 cm (ISBN 9782960019698, OCLC 470388297, présentation en ligne), p. 73.
- Pascale Eben et Karine Magis, Répertoire des auteurs et illustrateurs de livres pour l'enfance et la jeunesse en Wallonie et à Bruxelles, Bruxelles, Wallonie-Bruxelles International, 2014, 192 p., ill. ; 26 cm (ISBN 9782930758008 et 2930758007, OCLC 944278134, lire en ligne), p. 126. .

### Émissions de télévision
- L'illustratrice Annick Masson expose jusqu'au 13 janvier à Hotton émission du 22 décembre 2023 sur TV Lux (3 min 24 s).